# Cosmin Matei
Cosmin Gabriel Matei (* 30. September 1991 in Târgoviște, Kreis Dâmbovița) ist ein rumänischer Fußballspieler.

## Karriere

### Verein
Cosmin Matei begann seine Karriere im Jahr 2007 bei Farul Constanța, das seinerzeit in der höchsten rumänischen Fußballliga, der Liga 1, spielte. Dort kam er am 16. Oktober 2008 zu seinem ersten Einsatz. Nach dem Abstieg am Ende der Saison blieb er dem Verein erhalten. Im Sommer 2010 wechselte er zu Steaua Bukarest. Dort kam er in der Saison 2010/11 kaum zum Einsatz, gewann mit seinem neuen Team aber den rumänischen Pokal.
Im Sommer 2011 verließ Matei den Rekordmeister und schloss sich dem Ligakonkurrenten Astra Ploiești an. Dort konnte er sich nicht durchsetzen und wechselte ein halbes Jahr später zu Dinamo Bukarest, wo er erneut den Pokal gewinnen konnte.
Im Januar 2016 entschloss sich Matei fortan seine Karriere im Ausland fortzusetzen und wechselte zum griechischen Verein Atromitos Athen. Eine halbe Saison später zog er zum türkischen Verein Gençlerbirliği Ankara weiter. In der Saison 2017/18 wurde er für ein halbes Jahr an NK Istra 1961 ausgeliehen.
Nach einem auf ein Stimulansmittel positiven Dopingtest wurde Matei 2024 für sechs Monate gesperrt.

### Nationalmannschaft
Ende Mai 2014 nominierte Nationaltrainer Victor Pițurcă Matei für sein Aufgebot für zwei Freundschaftsspiele gegen Albanien und Algerien. Er wurde in beiden Spielen eingewechselt.
Zuvor hatte Matei mehrere Male für die U-17-, die U-19- und die U-21-Nationalmannschaften gespielt.

## Erfolge
Mit Steaua Bukarest
- Rumänischer Pokalsieger: 2010/11

Mit Dinamo Bukarest
- Rumänischer Pokalsieger: 2011/12
- Rumänischer Supercupsieger: 2012